# Oedipus Rex
Oedipus Rex är ett operaoratorium i två akter med musik av Igor Stravinskij. Librettot av Jean Cocteau och kompositören bygger på Sofokles' tragedi Kung Oidipus.

## Historia

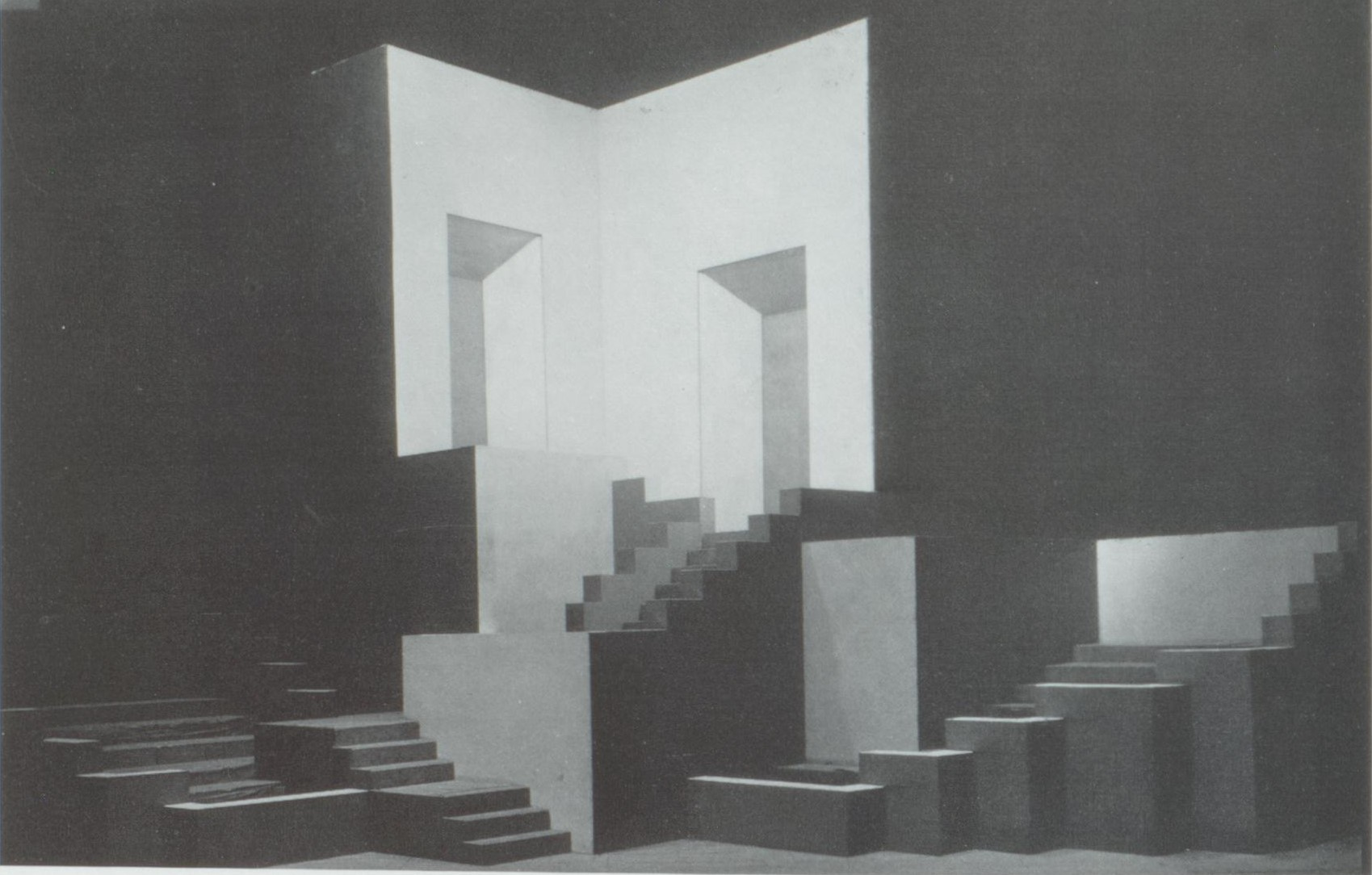
Ewald Dülbergs skiss till scenbygge för Oedipus Rex i Krolloperans uppsättning i Berlin.

År 1925 läste Stravinskij en bok om Franciskus av Assisi. I den fick han veta att Franciskus ansåg att det italienska språket var olämpligt för bön. När denne talade med Gud, använde han sig av franska, som han fått lära sig av sin mor. På samma sätt sökte nu Stravinskij efter ett språk som skulle vara höjt över vardagen. Han kom därigenom på tanken att skriva ett stort sceniskt verk med latinsk text. Det här språket skulle ha något "upphöjt" över sig, eftersom det inte längre var "levande", inte längre talades på gatan. Stravinskij bad sin vän Jean Cocteau om en modern version av Oidipusmyten, som denne skrev på franska och som sedan översattes till latin av pater Jean Daniélou (en vän till Cocteau). Cocteaus första försök misshagade kompositören. "Det var precis det som jag inte önskade mig", erinrade sig Stravinskij senare, "ett musikdrama på en förskräcklig välklingande prosa". Cocteau arbetade beredvilligt och tålmodigt om stycket flera gånger tills tonsättaren blev nöjd. Cocteau föreslog Stravinskij att man skulle införa en berättare, som kunde berätta handlingen för publiken på det språk som talades i landet för det aktuella uppförandet. Kontrasten mellan det döda och levande språket ger kompositionen en sällsam spänning. 
Stravinskij och Cocteau skrev Oedipus rex som en present till Sergej Djagilev med anledning av hans 20-årsjubileum som teaterman, men mottagaren betecknade verket som "en makaber gåva" och visste inte riktigt hur han skulle ställa sig till denna blandning av opera och oratorium. Därför föreslog han att den helt enkelt skulle uppföras med sångarna i aftonkläder framför ett svart sammetsdraperi och inte i kostym med dekor. Denna nödlösning reducerade effekten vid premiären på Wiener Staatsoper den 23 februari 1928 och det tog sin tid innan verket vann den uppskattning den förtjänade. Stravinskij reviderade partituret 1948 men ändringarna rörde huvudsakligen instrumentationen. 
Andra viktiga insceneringar ägde rum 1928 på Kroll-Oper i Berlin, 1952 i Paris, 1994 på Salzburger Festspiele och 1996 ånyo i Paris. I Sverige framfördes  den konsertant första gången 18 oktober 1957 på Stockholms konserthus.

## Neoklassicism
Utan ordning kan inger konstverk uppstå. En tonsättare kan uppnå en sådan ordning genom att återuppliva gamla formmodeller och av traditionella element skapa nya sammanhang. Detta var den grundläggande tanken bakom de neoklassicistiska strömningar som uppstod under 1920-talet. Oedipus rex är ett mönsterexempel på neoklassicismen. Här finns tydlig indelning i nummer (arior och så vidare). Iokaste har en stor scen i italiensk stil, vars motivuppbyggnad kraftigt erinrar om Donizettis eller den unge Verdis stil. Oidipus parti är särskilt rikt på koloraturer i enlighet med den europeiska musikens gamla traditioner. Först i den sista ariettan blir skrivsättet enklare (här avsäger sig Oidipus så att säga den kungliga prakten). Även harmonierna och tonarterna i den korta scenen går att tolka historiskt. I klangens under skikt hör man ackord i d-moll (under 1700-talet betecknades d-moll ofta som en lidelsefull och dyster tonart). I övre delen av klangen flimrar en D-durklang (ljusets tonart): "Lux facta est" ("Det blev ljus") lyder Oidipus sista replik. Sångstämmans melodilinje rör sig här tydligt i h-moll (som Beethoven lär ha betecknat som självmordets tonart). Särskilt energisk och kraftfull är Kreons tredelade aria. Den börjar med ett nedåtgående treklangsmotiv i C-dur och ackompanjeras av trumpeter. Även detta går att tolka musikhistoriskt: Kreon förmedlar gudarösten till folket och klangen måste följaktligen vara ljus och majestätisk.
Klangen i verket är på det hela taget hård och sträng. Den domineras av blåsinstrument, medan stråkarna spelar en betydligt mindre roll. Stravinskij använder sig däremot ofta av pukor och även av pianots låga toner. Ingen takt verkar "romantisk" och känslosam. Figurernas lidelser blir så att säga "avkylda", dolda bakom de gamla musikaliska formerna.

## Personer
- Oidipus (tenor)
- Iokaste (mezzosopran)
- Kreon (bas)
- Tiresias (bas)
- Herden (tenor)
- Budbäraren (basbaryton)
- Berättaren (talroll)
- Manskör

## Handling
Oedipus Rex är inte en egentlig opera, utan en pjäs som kan iscensättas eller ges som konsert. Skillnaden blir inte stor eftersom det inte finns något egentligt agerande. Kören kommenterar händelserna och handlingen förs fram av solisterna. Den utspelar sig i antikens Grekland och följer Sofokles tragedi.
Förhistoria
Thebes kung, Laios, blir vid en utfart ihjälslagen av en okänd man. Inte långt därefter anländer Oidipus till den härskalösa staden. Genom sin klokhet räddar han Thebe undan den människodödande sfinxens ursinne. Han väljs till ny kung och blir änkedrottningen Iokastes make.
Akt I
I Thebe härjar pesten. Folket ber kung Oidipus om hjälp. Han har redan skickat sin svåger Kreon till Delfi för att rådfråga oraklet. Kreon tillkännager oraklets ord: Det ohämnade mordet på kung Laios måste sonas. Mördaren befinner sig i staden. Oidipus söker sig till visdomen för att finna mördaren. Han frågar den blinde siaren Teiresias och får följande svar: "Kungen dräpte kungen". Då beskyller Oidipus siaren för att ha förbundit sig med Kreon mot honom. Männens tvist lockar dit Ioakaste.
Akt II
Iokaste försöker lugna männen. Hon tror inte på oraklet, eftersom hon själv har fått erfara att oraklet ljuger. Oraklet förutspådde att hennes make Laios skulle dö för sin egen sons hand. Men dödades han inte av en okänd man vid en korsning? Oidipus blir rädd, eftersom han själv för tolv år sedan dräpte en åldring vid samma korsning. Inte nog med det. Oidipus får underrättelse om kung Polybos död. Budbäraren låter honom också veta att denne inte var hans riktige far. Oidipus hittades som barn i bergen med genomstungna fötter. Iokaste anar sanningen och skyndar in i huset. Oidipus tror hon skäms över att vara hustru till en uppkomling. Han uppmanar budbäraren att avslöja hemligheten om hans härkomst och får därigenom veta att han är son till Laios och Iokaste. På grund av det ödesdigra orakelsvaret befallde Laios att hans eget barn skulle dödas. Men den medlidsamma modern Iokaste lät istället sätta ut barnet i ödemarken. Sanningen gör Oidipus förkrossad: "Lux facta est". Han går in i huset. En budbärare berättar för folket att Iokaste har tagit sitt liv. Oidipus har emellertid rivit ut sina ögon och låter sig beskådas av folket. Han skall på Apollons befallning drivas ut ur Thebe: "Man har älskat sig, Oidipus, lev väl."

## Vidare läsaning
- Lindegren, Erik (1991). ”Stravinsky och Oedipus Rex”. Nutida musik (Print) (Stockholm  : Nutida musik, 1957-) 1991 (34 :2),:  sid. 20-22. ISSN 0029-6597. ISSN 0029-6597 ISSN 0029-6597. Libris 2235960
- Peterson, Hans-Gunnar (1991). ”Anteckningar om Oedipus Rex”. Nutida musik (Print) (Stockholm  : Nutida musik, 1957-) 1991 (34 :2),:  sid. 23-25. ISSN 0029-6597. ISSN 0029-6597 ISSN 0029-6597. Libris 2242407